# Entomogramma falcata
Entomogramma falcata là một loài bướm đêm trong họ Erebidae.